# Slavantebos

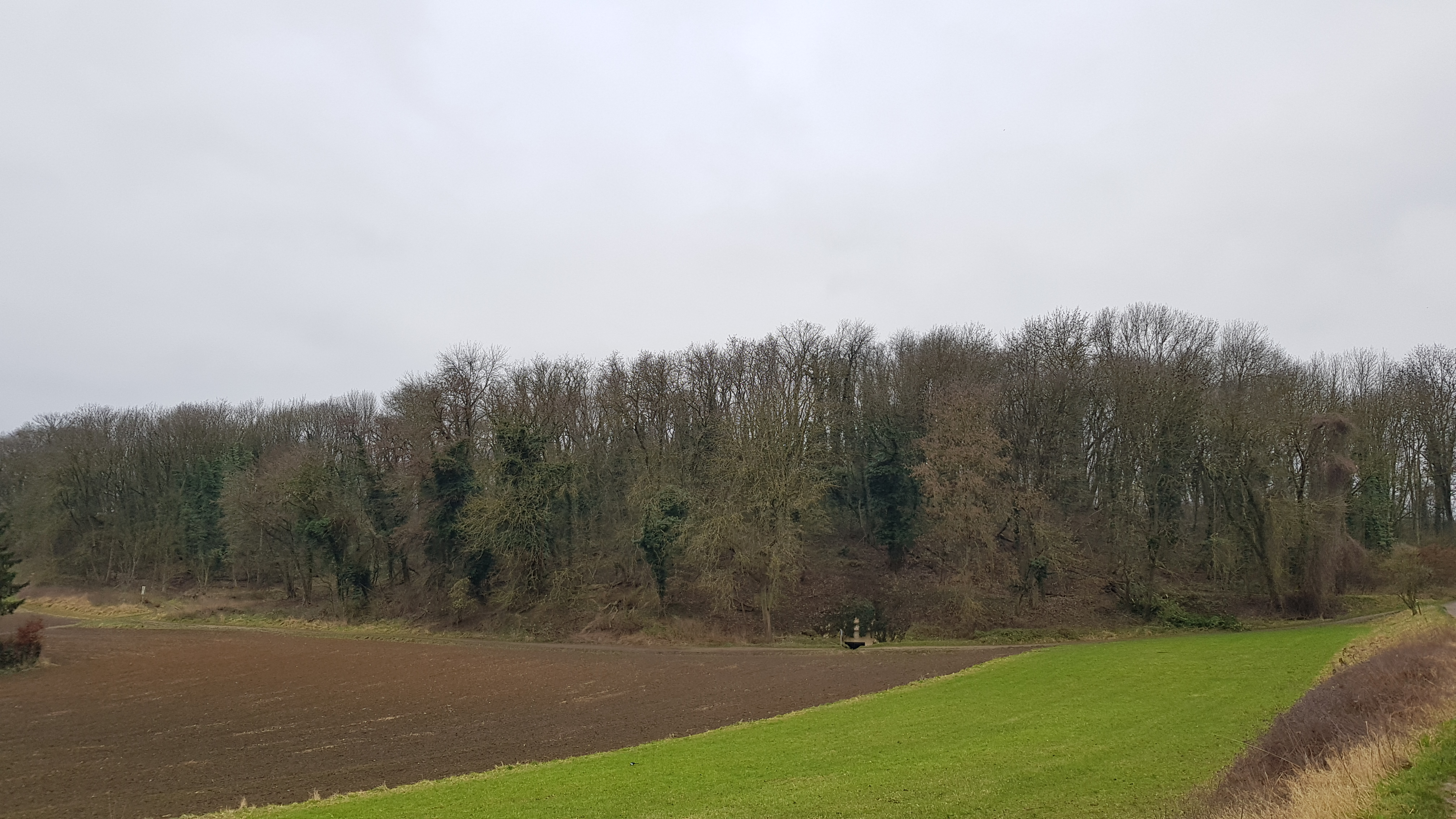
Het Slavantebos

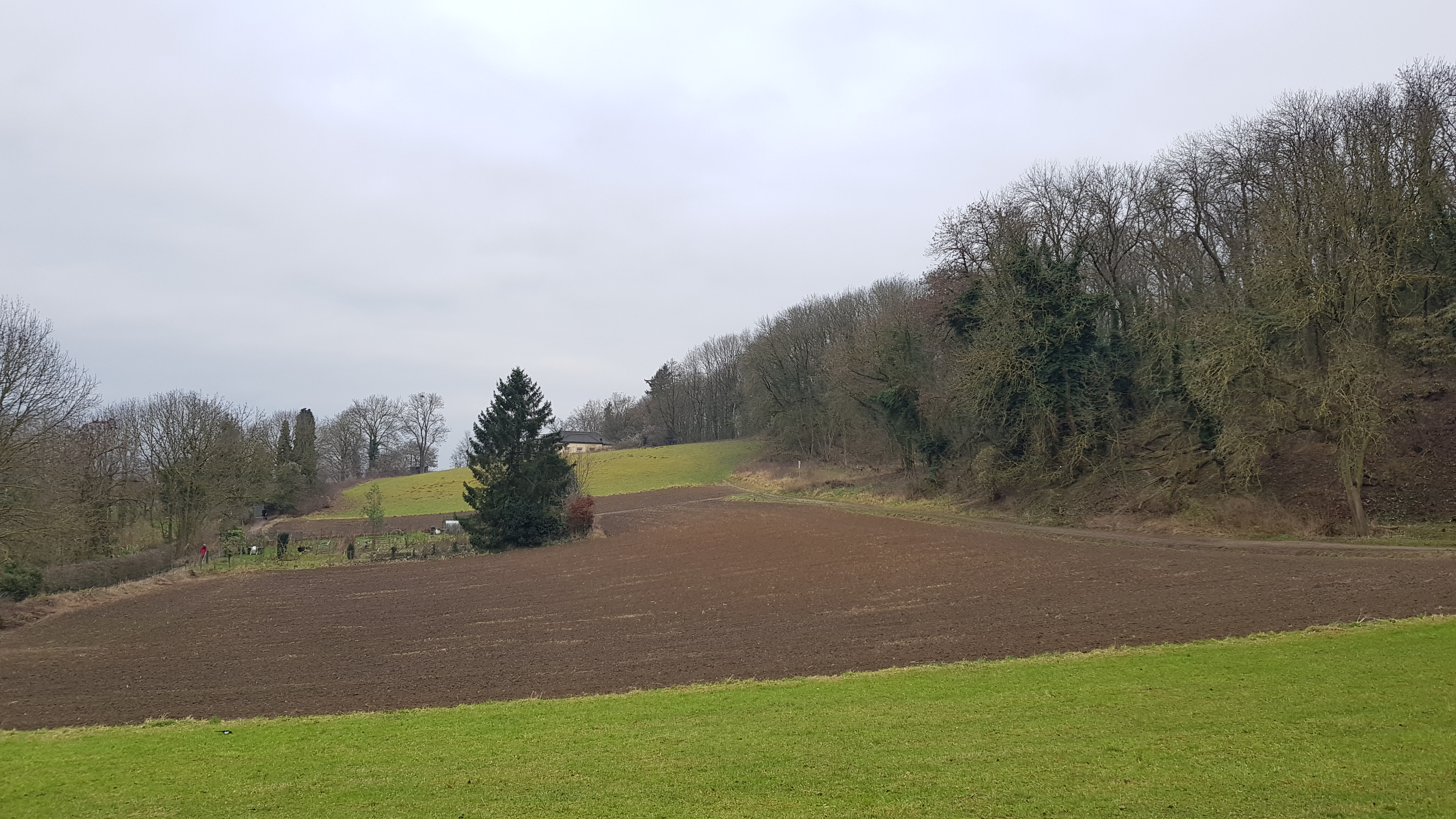
Het Slavantebos met Slavante

Het Slavantebos is een bos in Nederlands Zuid-Limburg in de Nederlandse gemeente Maastricht. Het hellingbos ligt ten zuidwesten van Sint Pieter op de oosthelling van de Sint-Pietersberg op het Plateau van Caestert in de overgang naar het Maasdal. Aan de noordzijde wordt het bos begrensd door de Zonnebergweg, ten noordoosten ligt de Ursulinenweg en ten zuidwesten de ENCI-groeve. Deels door het bos loopt de Lichtenbergweg.
Het Slavantebos is grofweg gelegen tussen de Hoeve Zonneberg in het noorden, de voormalige Chalet Lichtenberg en Slavante in het oosten en de Kasteelruïne Lichtenberg in het zuiden. Aan de zuidzijde van het bos staat de Sint-Rochuskapel. Ten oosten van het bos ligt Slavante, de plaats waar vroeger een Observantenklooster stond en nog enkele kloostergebouwen, de Sint-Antoniuskapel en Buitengoed Slavante staan.
Het bos is eigendom van Natuurmonumenten.

## Groeves
In de hellingen en ondergrond van het Polferbos liggen verschillende ondergrondse kalksteengroeves, waaronder:
- Gangenstelsel Zonneberg met aan de noordrand van het bos de ingang
- Grotwoning Greetje Blanckers
- Grotwoning De Kluis
- Keldertjes Slavante
- Gangenstelsel Slavante met de voormalige ingang aan de oostrand van het bos

## Geschiedenis
De precieze ouderdom van het bos is niet duidelijk. In de jaren 1930 bevond zich hier het Park van Slavante. Als gevolg van verwildering van dit park is het bos ontstaan.

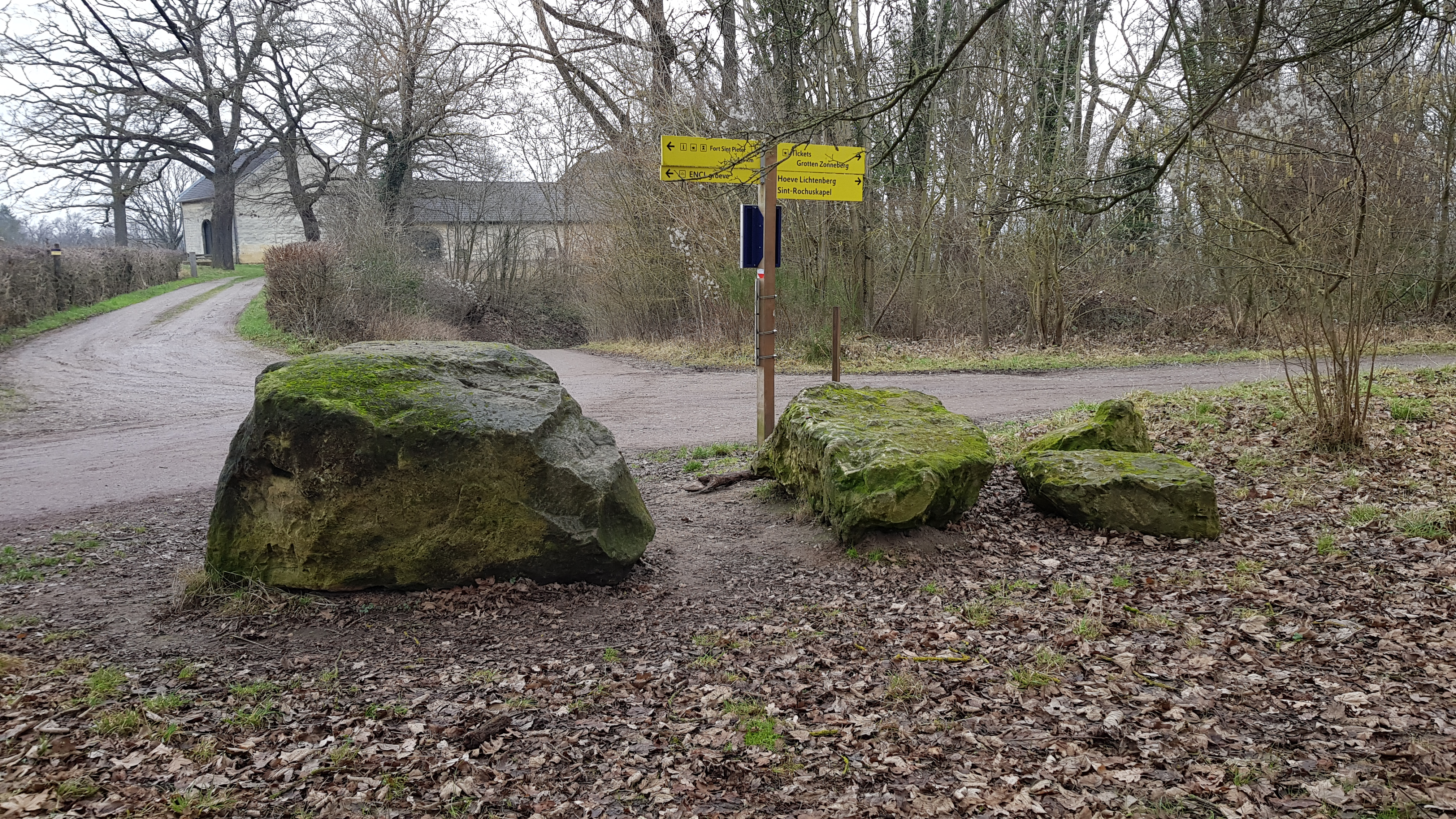
Rotsblokken aan de rand van het Slavantebos
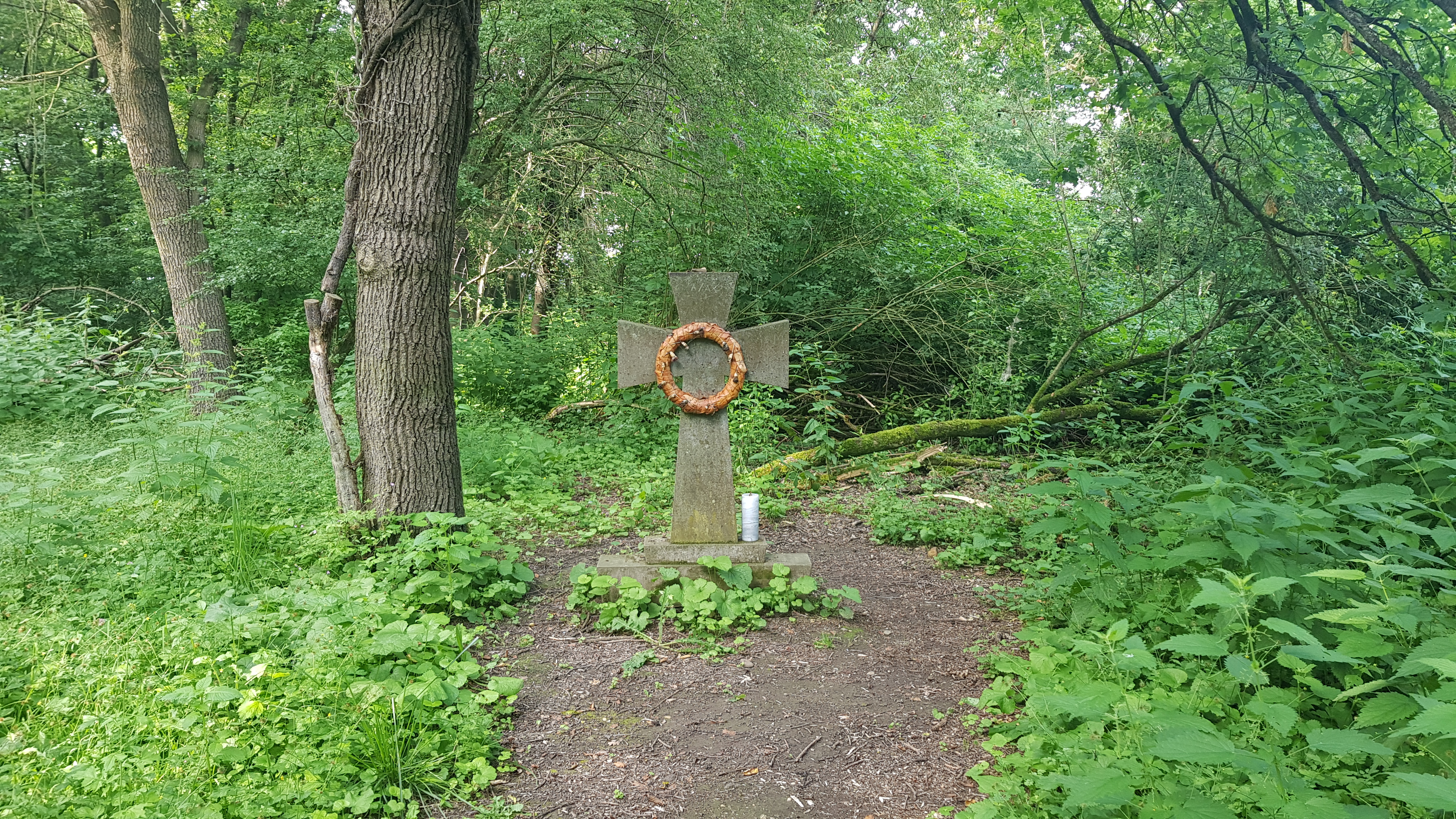
Wegkruis in het Slavantebos
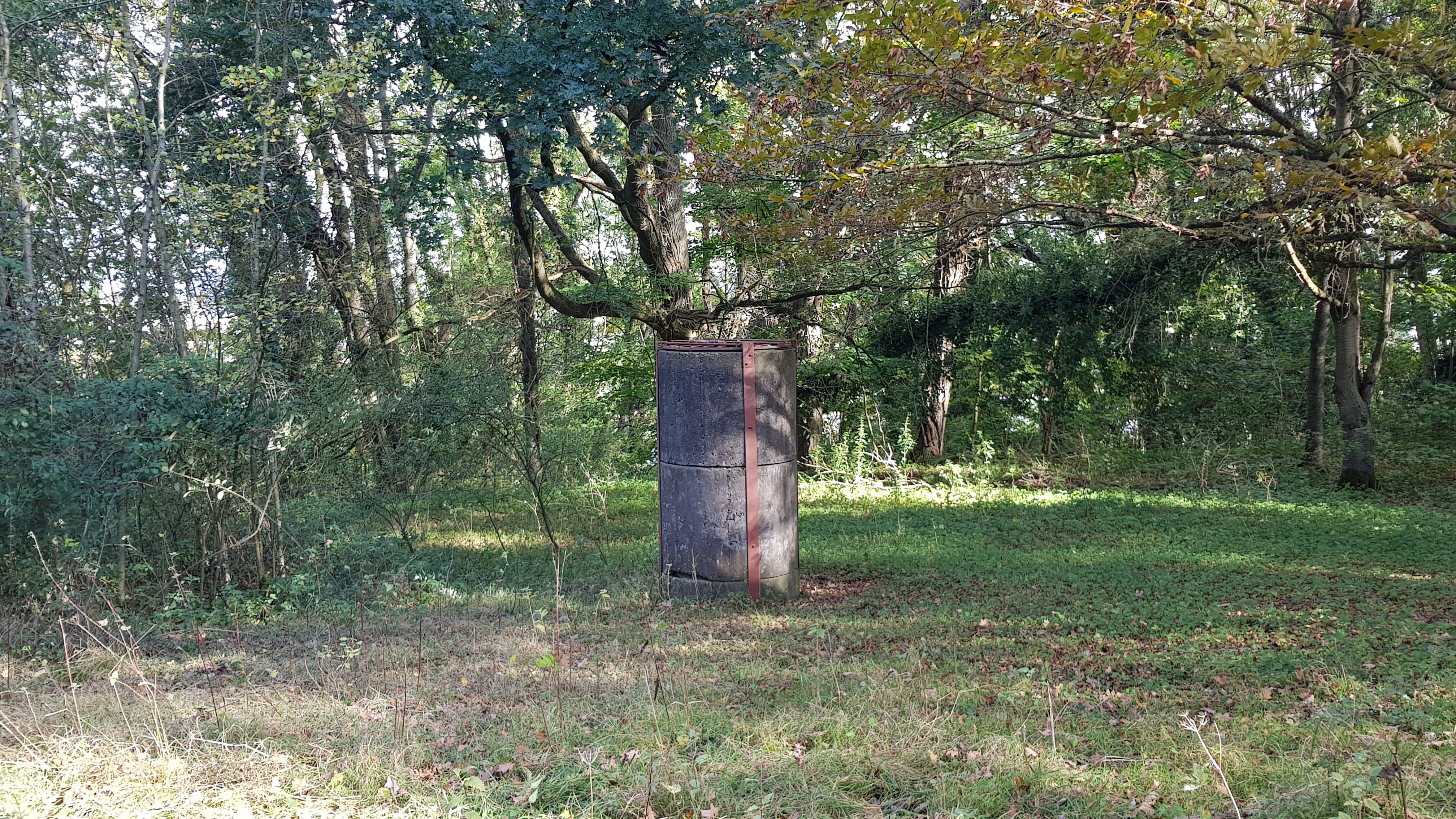
Luchtschacht van het ondergrondse gangenstelsel
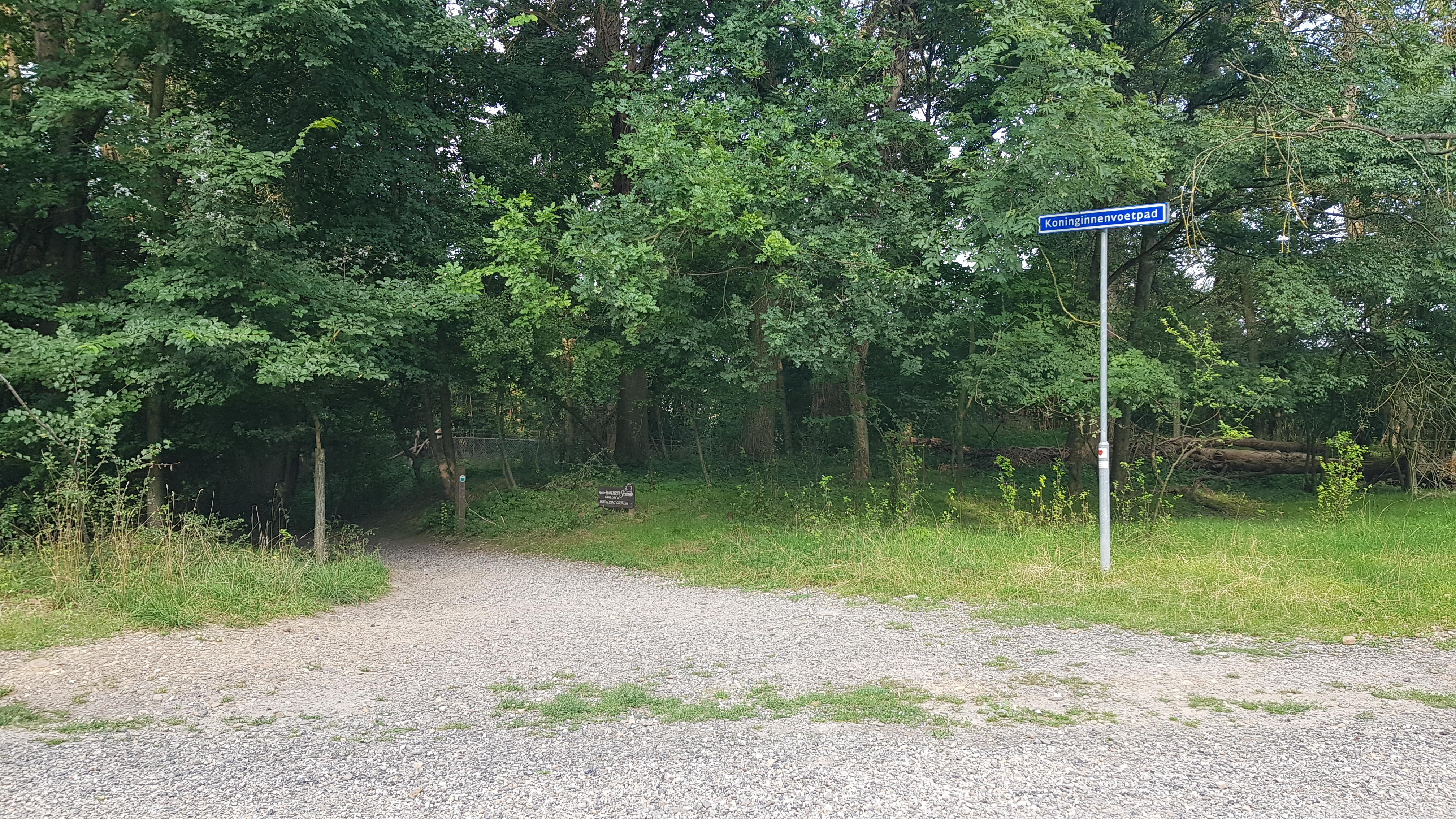
Koninginnenvoetpad
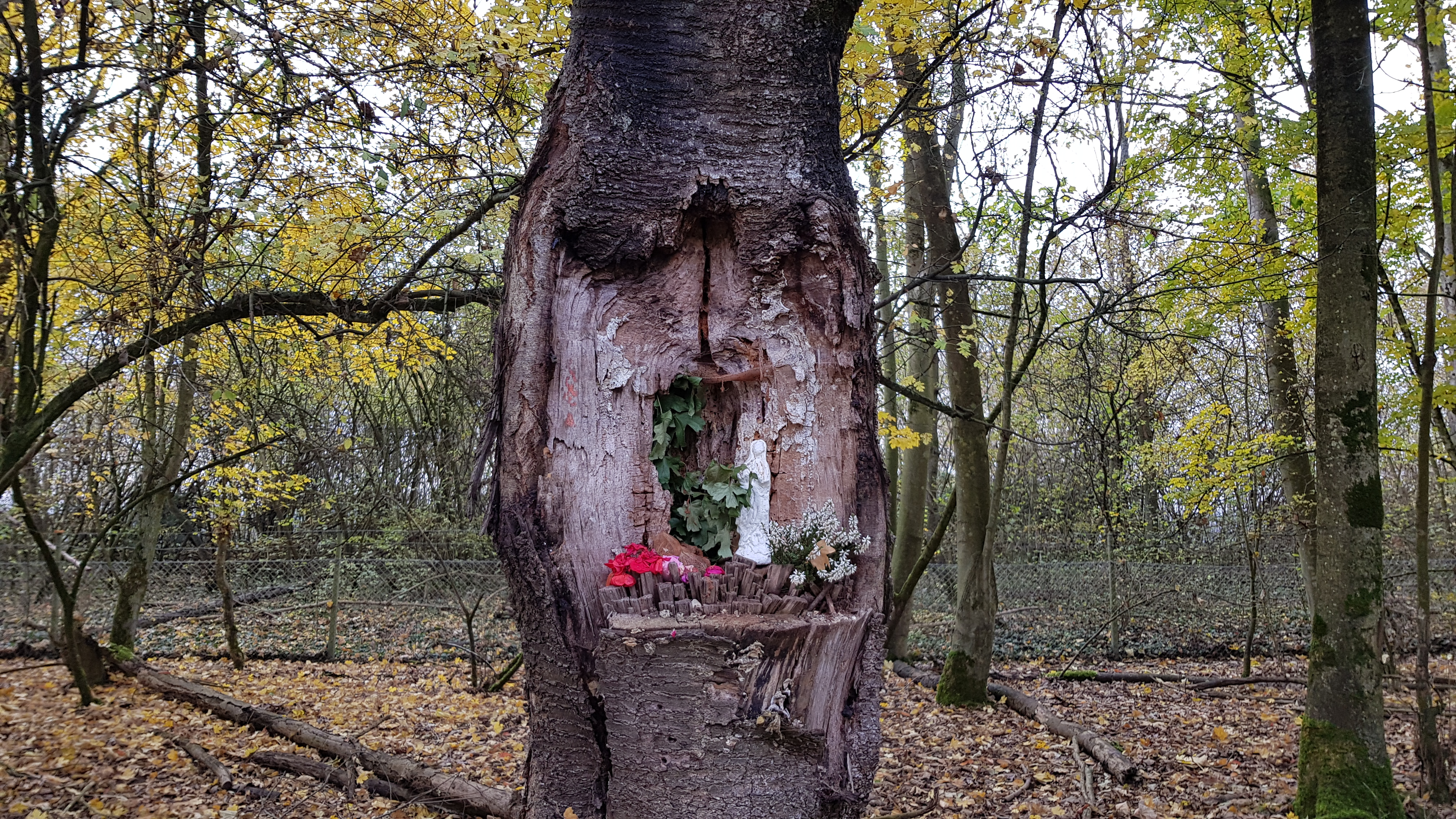
Mariabeeldje in boom